# Spio theeli
Spio theeli är en ringmaskart som först beskrevs av Söderström 1920.  Spio theeli ingår i släktet Spio och familjen Spionidae. Arten har ej påträffats i Sverige. Inga underarter finns listade i Catalogue of Life.